# 富士経済グループ
富士経済グループ（ふじけいざいグループ、英：Fuji Keizai group）は、東京都中央区に本社を置く、日本のマーケット調査会社グループ。

## 会社概要

### 概略
株式会社富士経済および株式会社富士キメラ総研を中心とするマーケット調査会社グループである。消費財、生産財、サービス、知的財産など広範囲にわたるマーケット調査を行う。
1962年に阿部英雄が株式会社富士経済を創業したことにより設立された。創業当時の日本は高度経済成長のただ中であり、技術革新や資本自由化などにより経済が著しく拡大し、従来になかった流通機構の変革や大量生産・大量消費の流れを受け、生産から消費までの総合的な経営戦略が強く望まれていた。富士経済グループの前身である富士経済は、このような社会要請に応えるべくフィールドリサーチを取り入れた調査会社である。
専門調査員による直接訪問面接調査を軸とし、フィールドリサーチとデータベースに基づく各種自主企画調査や依頼調査調査、コンサルティングを執り行う。企画、実地調査、分析、報告、ソリューションの提案まで一貫したサービスを提供する体制を特色とする。
なお富士通や富士重工業とは何ら関係がない。

### 企業理念
- 専門的な知識と緻密なフィールドリサーチによる質の高い調査情報を提供し、お客さまの事業拡大・収益向上に貢献します。
- お客さまが企業価値を高め、確固たる発展を続ける活動を支え、信頼される事業パートナーになることを目指します。
- グローバルニーズに対応できる企業グループを目指し、お客さまの支持と信頼を得るとともに、市場の拡大、社会の発展に貢献します。

## 沿革
- 1962年（昭和37年）- 株式会社富士経済設立
- 1969年（昭和44年）- コンピュータの急速な発展に伴い情報産業が台頭。情報機器などを調査する株式会社富士マーチャンダイジング・センターを設立
- 1970年（昭和45年）- エネルギー、社会開発、住宅産業などの調査を主とする株式会社富士システムリサーチを設立
- 1973年（昭和48年）- 教育関係の情報収集、教育関連書籍を発行する株式会社教育評論社を設立
- 1980年（昭和55年）- 消費者調査を主体とした株式会社富士コンシューマリサーチ・センターを設立
- 1981年（昭和56年）- 中国関連情報を取り扱う株式会社新百科社を設立し、中国の市場調査事業に進出
- 1989年（平成元年）- 米国でのリサーチ＆コンサルティングと情報収集強化のため、ニューヨークに現地法人Fuji-Keizai U.S.,Incを設立
- 1990年（平成2年）- 富士コンシューマーリサーチ・センターを富士キメラインスティテュートに改称
- 1992年（平成4年） - 創業30週年。充実した情報サービス活動強化のため、富士マーチャンダイジング・センター、富士システムリサーチ、富士キメラインスティテュートの3社を株式会社富士キメラ総研として統合、再編
- 1993年（平成5年） - 中国へ本格進出のため、株式会社富士経済北京事務所を開設
- 1994年（平成6年） - 中国・中聯経済技術開発公司との合弁で中聯富士経済咨詢有限公司を設立。中国ビジネスの拡大を図る。
- 1996年（平成8年） - マーケティングデータのオンラインサービス「FK-Mards」を開始
- 2001年（平成13年) - 北京源霖生物技術有限公司を設立。果樹有機栽培育種事業を中国で開始
- 2002年（平成14年）- 創業40周年を迎え、メールマガジン「FK通信」の配信を開始
- 2005年（平成17年）- グループ経営強化のため、統括管理会社として富士経済を株式会社富士経済マネージメントに改称。株式会社富士経済を事業会社として分社
- 2006年（平成18年）- Webによる情報サービス「Mpac」の提供を開始
- 2007年（平成19年）- 中国のIT情報収集強化のため富士キメラ総研北京事務所を開設
- 2011年（平成23年）- 富士キメラ総研北京事務所を発展的に解消し、中国市場の調査活動強化のため新たに中国現地法人として北京凱美莱信息咨詢有限公司を設立。
- 2012年（平成24年）- 創立50周年

## 富士経済グループ

### グループ本社

#### 株式会社富士経済グループ本社
富士経済グループを統括管理する。トータル経営戦略、グループ企業の育成と調整、国際事業展開などマネージメント業務を担う。

### 子会社
- 株式会社富士経済 - 消費財から環境エネルギーなど広範な領域のフィールドリサーチを行う。日本における市場調査会社の草分けであり、東京、大阪、名古屋に拠点をもつ。2005年に事業会社として分社。
- 株式会社富士キメラ総研 -  半導体、産業電子機器、情報通信、自動車やマテリアルなど、先端ハイテク分野の市場調査を行う。社名の「キメラ」は ギリシャ神話の複合体神獣「キマイラ」に由来し、顧客のニーズに基づいた多角的・複合的な調査を目指す。
- 株式会社教育評論社 - もとは教育関係の情報収集を目的に教育関連書籍を発刊した。2006年、一般書籍の出版社として新たにスタートし、文芸書、生活実用書、児童書、芸術書、歴史書、ビジネス書など幅広い分野の書籍を発刊している。

### 海外法人
- Fuji-Keizai U.S.A.,Inc. - ニューヨークに拠点を構え、欧米を中心に、ITや環境技術をはじめ先端技術領域に関する受託調査、市場情報収集・分析を行う。
- 中聯富士経済咨詢有限公司 - 中国市場の消費財、生産財に関するフィールドリサーチで受託調査、市場情報収集・分析を行う。
- 北京凱美莱信息咨詢有限公司 - エレクトロニクス、IT、マテリアル分野を中心とした中国の市場調査、コンサルティング業務を行う。
- 北京源霖生物技術有限公司 - 中国の果樹有機栽培育種事業を行う。

## 調査領域
マテリアルから先端技術まで、多年の調査実績のもと、豊富なデータベースをもつ。特に地球環境、エコロジー、エネルギーなどグローバルで産業横断的な調査や、技術革新の著しい先端技術分野の調査に強みをもつ。
- フード・フードサービス
  - 食品全般、外食、飲料、健康食品、ギフト
- 医薬品・臨床検査・医療機器/システム
  - バイオ、ゲノム、医薬品、検査、動物薬、再生医療
- 化粧品・トイレタリー・雑貨
  - 化粧品、医薬部外品、トイレタリー製品、生活雑貨
- 健康・福祉機器/システム
  - 福祉、介護機器/システム、バリアフリー、メンタルケア
- 家電・AV機器・アミューズメント
  - 家電、AV、放送、プロジェクタ、カメラ、デジタルコンテンツ
- 情報機器・ネットワーク・ソフトウェア
  - モバイル、情報通信機器、ソリューション、サービス、記録、認証
- 電子部品・材料・デバイス
  - 液晶、光関連、半導体、電装、部品/材料、電池、モーター
- FA・制御機器・産業機械
  - 機械部品、産業装置、画像処理、搬送システム、マシン、計測
- 自動車・物流・輸送保管機器
  - 自動車部品、用品、ITS、環境対応車、搬送システム、素材、駐車場
- 住宅・住設機器・セキュリティシステム
  - 住宅用設備機器、セキュリティ、リフォーム、建材
- 土木・建築・エンジニアリング
  - 建設資材、素材、土木市場、ビル/オフィス、法令/条例、プラント
- 環境装置/システム
  - 水資源、土壌処理、廃棄物処理、環境ビジネス、リサイクル
- 資源・エネルギー
  - バイオマス、分散電源、コージェネレーションシステム、燃料電池
- マテリアル・ケミカル・プラスチック
  - 機能性素材、高分子、梱包材料、粘着、ナノテク、樹脂、レアメタル
- サービス産業
  - 人材ビジネス、アウトソーシング、知的財産
- 流通・商圏・ニュービジネス
  - チャネル開拓、販売ルート、デザイン、教育、アグリビジネス
- 海外調査・技術/特許調査
  - 米国、中国、台湾、韓国、欧州
- 新産業・新技術
  - 電動自転車、新エネルギー、グリーンケミストリー、生命工学、量子技術、宇宙、コンテンツ産業、エンターテインメント、スポーツ